# Paolo Uzzi
Paolo Uzzi (Taranto, 15 ottobre 1972) è un regista e sceneggiatore italiano.

## Biografia
Nasce a Taranto il 15 Ottobre del 1972, muovendo i primi passi nello spettacolo grazie a Massimo Lopez, che si accorge per primo delle sue capacità autoriali nel campo della comicità. Successivamente viene preso nel cast della produzione TV, “Love Store”, programma di satira con Toti e Tata in onda su Telenorba, scritto e diretto da Gennaro Nunziante, che diventerà la sua guida negli anni successivi. Gennaro Nunziante infatti,  lo chiama per scrivere ed interpretare con Michele Didone, la Sitcom "Fuorisede", in onda con la prima delle tre edizioni nel 1999 su Antenna Sud, che diventò un vero e proprio cult e le sue repliche, sono tuttora in programmazione sui canali del gruppo. Debutta in radio nel 2002 su Radionorba nel programma comico Assurd con Mauro, ideato e scritto con Michele Didone, altra produzione cult del periodo e nel 2003, si trasferisce a Milano cominciando la collaborazione con Gabriele Cirilli e Zelig. Nel 2004 approda a Radio 105 agli ordini del capitano Marco Galli, come autore del Morning Show più ascoltato d’Italia, “Tutto esaurito”, collaborazione che durerà per oltre dieci anni. È autore di trasmissione per Zelig seguendo dal 2004 Gabriele Cirilli, Pino Campagna e occupandosi della conduzione del programma con Giovanna Donini. Nel 2008 conosce Giovanni Vernia, col quale nasce un sodalizio che è tuttora operativo, e lo vede autore di tutto la parte televisiva, teatrale e cinematografica, firmando la sceneggiatura e la Regia del film “Ti stimo fratello” proprio a quattro mani con lo stesso Giovanni Vernia.

## Teatro
- In Giappone sono alto, con Gabriele Cirilli – collaboratore ai testi (2003)
- Papy ultras, con Pino Campagna – Autore (2004)
- Non solo ultras, con Pino Campagna – Autore (2006)
- Punto Zelig in tour – Autore e regia (2011)
- Prove di Giò’, con Giorgio Verduci – Autore e regia (2011)
- Essiamonoi, con Giovanni Vernia – Autore e regia (2010)
- Happy groove year, con Giovanni Vernia – Autore e regia (2011)
- Essiamonoi revolution, con Giovanni Vernia – Autore (2011)
- Io doppio, con Paolo Ruffini – supervisione artistica (2012)
- Io siamo in tanti, con Giovanni Vernia – Autore (2014)
- Giovanni Vernia Show, con Giovanni Vernia – Autore (2014)
- Vernia sotto le stelle, con Giovanni Vernia – Autore (2015)
- Sotto il vestito Vernia, con Giovanni Vernia – Autore (2016)
- Vernia o non Vernia questo è il problema, con Giovanni Vernia – Autore (2018)
- How to become italia in 90 minutes, con Giovanni Vernia – Autore (2019)
- Vernia o non Vernia, con Giovanni Vernia  – Autore (2021-2022)
- Capafresca, con Giovanni Vernia – Autore (2023)
- Cammella e il gruppo delle mamme, con Chiara Anicito – Autore (2023)

## Radio
- Spiaggia 101 – Autore – R101 (2003)
- RMC Magazine – Autore – Radio Montecarlo 1 (2004)
- È qui Radio Due – Autore, conduttore – Radio 2 (2015)
- Tutto esaurito – Autore – Radio 105 (2002-2017)
- Lo Zoo di 105 – Autore – Radio 105 (2018-2019)
- A me mi piace – Autore – Radio 105 (2020-2021)
- I Peggio di RDS – Autore – RDS (2022-2023)

## TV
- Zelig Circus – Autore – Canale 5, Italia 1 (2003-2013)
- Zelig Off – Autore – Italia 1 (2004-2010)
- Zelig Arcimboldi – Canale 5 – Autore – Canale 5 (2007-2012)
- Verissimo – Autore – Canale 5 (2010-2011)
- Colorado – Autore – Italia 1 (2012-2013)
- Vecchi bastardi – Autore – Italia 1 (2022)

- Zero – Autore – Rai 2 (2022)

## Cinema
- Ti stimo fratello – Regia e sceneggiatura (2012)